# Рикунов, Пётр Анатольевич
Пётр Анатольевич Рикунов (род. 24 февраля 1997, Нижний Новгород) — российский профессиональный шоссейный велогонщик, выступающий с 2019 года за российскую команду «Gazprom-RusVelo». Абсолютный Чемпион России среди молодёжи в групповой и индивидуальных гонках 2017 года. Мастер спорта РФ.

## Карьера
Пётр начал заниматься велоспортом в 2009 году. В 2015 году выполнил норматив мастера спорта РФ по велосипедному спорту. Выступал в составе сборной команды по велоспорту Нижегородской области с 2011 года, по итогам участия в соревнованиях, был зачислен в состав Всероссийской команды «Русь», где тренировался до 2015 года. В настоящее время тренируется в составе команды «Gazprom-Rusvelo U23» (Тюменская область), входит в состав российской сборной команды по велоспорту.
26 и 28 июля 2017 года завоевал 2 золотые медали в индивидуальной и групповой гонках на Чемпионате России в Самаре. Он стал абсолютным чемпионом России среди молодёжи до 23-х лет. Это дало ему право представлять нашу страну на Чемпионате Европы в Дании в августе 2017 года, где он остановился в шаге от пьедестала, заняв 4-е место.
В 2019 году подписал двухлетний контракт с российской профессиональной континентальной велокомандой Gazprom-RusVelo.

## Достижения
2014
 Чемпион России — групповая гонка U19
6-й на Чемпионат Европы — индивидуальная гонка U19
2016
Samara Stage Race
3-й в генеральной классификации
2-й этап
2-й на Дружба народов Северного Кавказа
2017
 Чемпион России — индивидуальная гонка U23
4-й на Чемпионат Европы — групповая гонка U23
2018
 Чемпион России — индивидуальная гонка U23
Trofeo Santiago de Palencia
San Juan Sari Nagusia
2-й на Чемпионат России — групповая гонка U23
3-й на Lazkaoko Proba
2022
 Чемпион России — групповая гонка
Пять колец Москвы
3-й в генеральной классификации
4-й этап
Гран-при Удмуртская правда
генеральная классификация
1-й, 2-й и 3-й (ITT) этапы

## Рейтинги
| Год                 | 2017   | 2018 | 2019 | 2020   | 2021   | 2022 | 2023   | 2024  |
| ------------------- | ------ | ---- | ---- | ------ | ------ | ---- | ------ | ----- |
| Мировой рейтинг UCI | 1419-й | -    | -    | 1929-й | 1294-й | -    | 1582-й | 657-й |
| Европейский тур UCI | 913-й  | -    | -    | 1411-й | 929-й  | -    | -      | -     |
|                     |        |      |      |        |        |      |        |       |
| Источник: UCI       |        |      |      |        |        |      |        |       |